# Carnutes
Le peuple des Carnutes ne doit pas être confondu avec l'un des sept pagi de son territoire, le pagus carnutenus (pays chartrain), basé à Autricum, ni avec la civitas carnutorum (cité des Carnutes), nom donné au territoire administratif après la conquête romaine.
Les Carnutes sont un peuple de la Gaule celtique vivant sur le riche plateau de Beauce, dans le centre de la France métropolitaine. Ils ont donné leur nom à la ville de Chartres.

## Le nom des Carnutes
Carnutes est l'équivalent du latin cornuti « les cornus » par allusion aux ornements du casque guerrier. Le suffixe -et(o) (Veneti, Caleti, etc.) est réduit ici à -t- après le thème en -u- *karnu- : latin cornu.
Ce nom est mis en rapport avec celui des Carni et Carnonacae, Carnutes signifierait exactement « ceux à la corne » → « les cornus ». L'inscription gallo-grecque (texte celtique utilisant l'alphabet grec) de Montagnac contient le datif de Carnonos qui signifie peut-être « dieu cornu, dieu à la corne », avec le vocalisme -no- fréquent dans les noms divins. Le Cernunnos du pilier des Nautes parisiaques en serait une variante. Enfin, on possède un adjectif gaulois-latin carnuātus « cornu ». Cette racine se retrouve dans le breton et le gallois carn « sabot ».

## Le territoire carnute et ses habitants
Du point de vue politique et militaire, César – qui leur en veut et les déteste tout autant que leurs voisins les Sénons – nous donne, tous comptes faits, l'impression d'un peuple relativement peu organisé. Mais il est vrai qu'en face d'une source unique et partiale, les impressions peuvent être trompeuses.

### Les frontières

Les peuples du nord-ouest de la Gaule.

À la fin de la Gaule indépendante, les Carnutes occupent un très vaste territoire qui couvre :
- tout le département actuel d'Eure-et-Loir jusqu'à la Seine, confinant aux cités de la confédération Aulerque (Éburovices au nord et Cénomans à l'ouest).
- la moitié du département des Yvelines, touchant à l'est les cités des Sénons, des Parisii.
- presque tout le Loir-et-Cher et le Loiret jusqu'à la petite cité des Turones à l'ouest et au sud, au-delà de la Sauldre, la puissante cité des Bituriges Cubes.

La structure des finages beaucerons a été effacée par l'occupation gallo-romaine, de même que l'essentiel du réseau de communications. Cependant, le « Gué-de-Longroi » (canton d'Auneau), forme composite latino-celtique (longum + rito, gué), atteste sans doute le passage d'un vieux chemin de Chartres vers les Parisii, qui n'a pas été recouvert par une voie romaine.
Les cours d'eau ont presque tous des noms pré-celtiques.

### Lesoppida
Les géographes de l'Antiquité leur donnent deux villes : Autricum ( Ἀύτρικον, dans la Géographie de Ptolémée, II, 1) et, sur la boucle de la Loire, Cenabum, (Κήναβον, dans la Géographie de Strabon, V, 2, 3) qui la qualifie d'emporium des Carnutes (τὸ τῶν Καρνούντον - « karnounton » - ἑμπόριον).
Les Carnutes occupaient une vaste province dans le sud-ouest du Bassin parisien, avec deux principaux pôles : Autricum (Chartres) et Cenabum (Orléans). La seconde obtint d'ailleurs son indépendance lors de la réforme territoriale des années 320.
César nous apprend que les Carnutes possédaient également beaucoup de places fortes et de villages plus ou moins importants (Dreux, Blois, Vendôme, Chambord...), et que la région est parsemée de fermes. La toponymie celtique locale est abondante, mais difficile à dater et ne livre que peu d'éléments utiles pour connaître la structure du terroir.
On peut repérer quelques « places fortes » en -dunum (voir Dun (forteresse) : Châteaudun, Meung-sur-Loire (Magdunum) et l'Oppidum Noviodunum de César, attesté à Neung-sur-Beuvron, aux confins de la cité biturige ; deux ou trois marchés, dont Noviomagus à Nogent-le-Roi (sur une route vers le pays cénoman), ainsi qu'à Nouan-le-Fuzelier et à Nouan-sur-Loire... Un établissement gaulois existait également au nord, au confluent de l'Eure et de la Blaise, mais doit être rapporté aux Durocasses.

### Civilisation

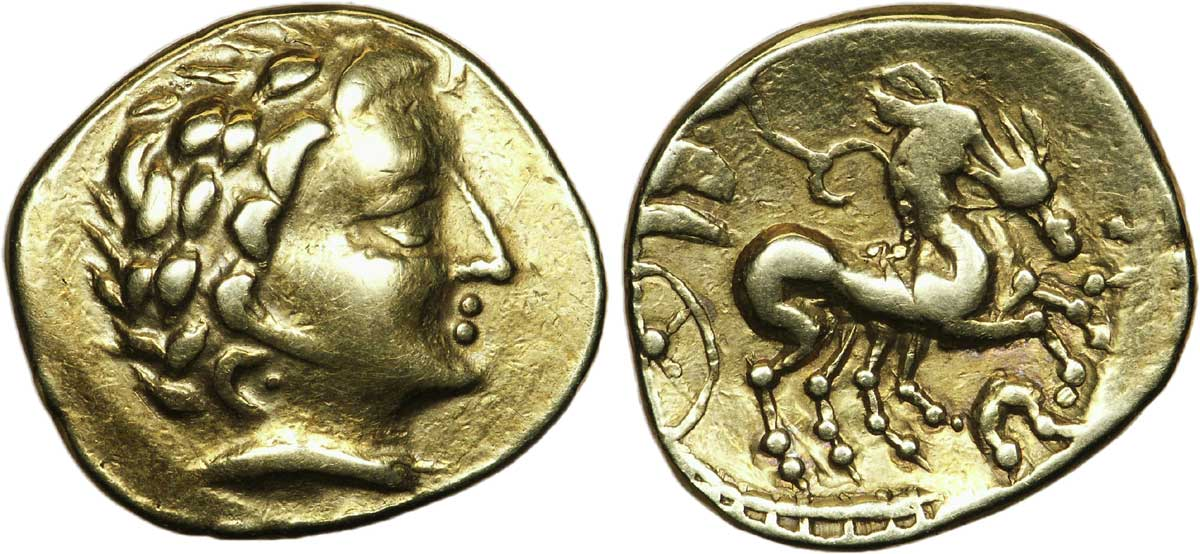
Statère d'or à la tête de face frappé par les Carnutes. Date :

Leur situation profite du double débouché de la Loire vers le sud et de l'Eure vers le nord pour pratiquer le commerce.
Les Carnutes sont un des peuples les plus célèbres de la Gaule celtique. Ils n'apparaissent pas pour autant parmi les plus puissants. Leur principale richesse est certainement dans l'exploitation agricole de la Beauce, largement défrichée depuis le néolithique et qui produit déjà des excédents de céréales (blé tendre, seigle, sarrasin, avoine, orge), alimentant un commerce actif et vraisemblablement fructueux, dont témoigne une abondante numismatique.
Le commerce ne devait pas se limiter à l'exportation de céréales : il existait certainement un transit terrestre de marchandises vers l'Eure et la Loire (ou le Loir), et des communications fluviales avec les pays de la façade atlantique. Mais si la richesse carnute est hors de doute, on ne peut pas parler d'un « or carnute » comme on parle d'un « or arverne ».
On connaît des statères d'or dès la fin du IIe siècle et, de manière plus originale, des subdivisions du statère. Toute une série de monnaies, associant l'aigle et le serpent, sont caractéristiques des Carnutes. Il existe également des potins régionaux abondants. Ce monnayage se poursuit activement en se diversifiant après la conquête, notamment sous forme des célèbres Pixtilos - confer monnaie gauloise.
Bien qu'ils exploitent sans doute les minerais du Perche, ils sont très loin de la capacité industrielle des Éduens et Lingons, leur artisanat même n'a pas laissé de traces exceptionnelles.

## Les Carnutes dans la Guerre des Gaules
Pendant les deux premières années de la Guerre des Gaules, les Carnutes ne font pas parler d'eux. En 57-56 av. J.-C., c'est en pays carnute que César envoie ses légions prendre leurs quartiers d'hiver, ce qui indique que le pays passe pour sûr. Peut-être les Carnutes (ou du moins leur aristocratie), qui commercent avec les Romains, pensent-ils alors tirer profit de la situation.

### L'échec du protectorat
Si l'on suit César, leur cité est alors une espèce de « république oligarchique », prenant la succession d'une royauté antérieure. Il faut certes se méfier : ce schéma relève du tropisme habituel de toute historiographie romaine, et vise à justifier la politique du proconsul.
Car César tente alors de soumettre les Carnutes (de même que les Sénons) à un régime de protectorat, qui ne doit pas être sans rapport avec l'importance économique reconnue à leurs pays. Il favorise ainsi l'accession d'un « roi » au pouvoir, un certain Tasgetios, « de très haute naissance et dont les ancêtres avaient régné sur leur cité ».
Nous avons une trace de Tasgetios en dehors de César, parce qu'il eut le temps d'émettre une monnaie : elle porte au revers son nom, autour d'un char ailé, et au droit un mot mystérieux : ELKESOOVIX, dans lequel on a voulu voir soit le nom, soit le titre d'un ancêtre.
Mais Tasgetios n'est pas très populaire. Dès l'automne 54 av. J.-C., César rapporte qu'il a été assassiné par ses ennemis « ouvertement soutenus par un grand nombre de ses concitoyens ». Les Carnutes ne semblent pas le remplacer : apparemment ils se passent fort bien d'un roi.

### Carnutes et Sénons
La révolte des Belges a des répercussions au sud de la Seine. Les Sénons s'agitent à leur tour, et ce n'est peut-être qu'à partir de ce moment qu'ils se rapprochent étroitement des Carnutes. Ils veulent faire subir à leur roi postiche, Cavarinos, le sort de Tasgetios, mais Cavarinos réussit à s'enfuir et à se réfugier auprès de César. Dès que les légions font mine d'intervenir, les Sénons, par l'intermédiaire de leurs « protecteurs » Éduens, envoient une ambassade pour obtenir le pardon du proconsul, qui exige alors cent otages. Les Carnutes s'empressent d'envoyer à leur tour ambassadeurs et otages, par l'intermédiaire des Rèmes, alliés de Rome, et qui seraient également leurs « protecteurs » (mais quel sens cette « protection » pouvait-elle avoir avant l'intervention romaine en Gaule ?). César, apparemment, « pardonne », mais l'année suivante, il convoque à Durocortorum en pays des Rèmes une assemblée des cités gauloises ; il y fait juger le sénon Acco « chef de la conjuration des Sénons et des Carnutes », celui-ci est exécuté « à la romaine », c'est-à-dire battu de verges jusqu'au coma, puis achevé par décapitation. César retourne en Italie, laissant Plancus hiverner chez les Carnutes, pour enquêter sur le meurtre de Tasgetios.

### Les deux massacres de Cenabum
En 52 av. J.-C., le climat change. La mort atroce d'Acco – qui paraît avoir été un chef respecté, au-delà même de son peuple  – a joué un rôle dans la mobilisation des Gaulois contre César.
Les chefs s'assemblent « dans des endroits isolés en forêt ». Cette réunion mémorable dans l'histoire des Gaules doit-elle être mise en relation avec l'assemblée annuelle des druides ? On en discute depuis longtemps et le problème est loin d'être résolu. Les Carnutes en tout cas y proclament dans l'enthousiasme général que « nul péril ne les arrêtera dans la lutte pour le salut commun et qu'ils seront les premiers à prendre les armes ».
« Au jour convenu, les Carnutes conduits par Cotuatos et Conconnetodumnos, deux hommes prêts à tout, se ruent dans Cenabum et y massacrent les citoyens romains ». C. Fufius Cita, l'homme de confiance de César, est parmi les victimes. En massacrant, le 13 février 52 av. J.-C., ces « citoyens romains », comme César y insiste, il est clair que les Carnutes ont commis l'irréparable.
Le coup de main de Cenabum, aussitôt répercuté chez les peuples voisins, donne le signal de l'insurrection générale sous la direction de Vercingétorix. César repasse les Alpes. Parvenu à marche forcée au pays des Sénons, il réduit facilement Vellaunodunum près de Triguères, tandis que les Carnutes qui croient en avoir le temps se préparent à envoyer des troupes pour défendre Cenabum. César y arrive avant eux, l'emporium est pillé et incendié, la population gauloise qui tentait de traverser nuitamment la Loire est massacrée ou réduite en esclavage. Puis, chez les Bituriges Cubes, les Romains prennent Noviodunum (Neung-sur-Beuvron) dont les habitants (ou la garnison) se rendent.

### La défaite des Carnutes
Les Carnutes, au dire de César, auraient fourni un contingent de 12 000 hommes - chiffre certainement excessif, comme il est de règle lorsque César estime les effectifs gaulois - qui « partirent pour Alésia, joyeux et pleins de confiance ».
Après la reddition de Vercingétorix, les cités ne désarment pas. Les Carnutes, pour d'obscures raisons, ont maille à partir avec leurs voisins Bituriges Cubes qui réclament justice auprès de César à Bibracte. Deux légions sont alors cantonnées dans Cenabum en ruines, d'où elles lancent de sanglantes opérations de commando contre les Carnutes qui se sont dispersés, « écrasés par la rigueur de l'hiver et par la peur, chassés de leurs toits, n'osant s'attarder nulle part ». Les survivants en armes se réfugient chez les peuples voisins.
Certains d'entre eux participent sans doute à la révolte infructueuse de l'andécave Dumnacos en pays des Pictons. À la suite de cette campagne, au cours de l'été 51 av. J.-C., C. Fabius repasse chez les Carnutes : « Les Carnutes qui, si souvent éprouvés, n'avaient jamais parlé de paix, offrent des otages et se soumettent ».

### Gutuater / Cotuatos
Mais César qui, tout en pardonnant n'oublie rien, vient lui-même à Cenabum se faire livrer « le premier responsable de leur crime, le fauteur de la guerre ». C'est le fameux Gutuater, probablement Cotuatos qui a lancé les premières hostilités : les manuscrits divergent sur le nom de celui qui porte le titre de Gutuater, personnage si considérable que César hésite à le mettre à mort. Pourtant, sous la pression « de l'énorme foule des soldats qui le rendaient responsable de tous les dangers courus, de toutes les pertes subies », il est comme naguère Acco, battu à mort et décapité.
Avec leur chef mis à mort, les Carnutes disparaissent de l'Histoire. Il ne sera jamais question d'eux lors des mouvements gaulois ultérieurs.

## Continuité

### Le territoire des Carnutes sous domination romaine
Bien que conquis par les Romains, le territoire carnute n'est pas vidé de ses habitants. Cependant, les usages changent et une culture gallo-romaine prend forme.

### Héritage laissé par les Carnutes

#### Héritage linguistique et toponymique
Les Carnutes ont aussi laissé de nombreux noms de villes et de villages de l'actuelle région Centre-Val de Loire. En Eure-et-Loir, la préfecture de Chartres dérive directement du nom du peuple. En Loir-et-Cher, les noms carnutes font très souvent référence à l'eau : par exemple, Chambord (qui a un homonyme en Normandie) et Chambon-sur-Cisse partagent la même racine *CAMBO pour « gué du méandre ».
En plus de toponymes, les noms de rivières dérivent souvent de termes carnutes : Beuvron pour « castors », notamment.

## Les Carnutes et la religion gauloise
- En ce qui concerne les sites religieux de l'époque carnute, on a la trace de quelques sanctuaires locaux qui ont perduré après la conquête romaine : ceux d'Allauna à Allonnes, d'Orgos à Logron, d'Acionna à Orléans... Les trésors de Neuvy-en-Sullias et de Vienne-en-Val, découverts au XIXe siècle, appartiennent à l'époque gallo-romaine, malgré le monstre anthropophage de Vienne.
- Les Carnutes sont célèbres surtout pour leur lien à la religion gauloise. C'est dans un locus consecratus, aux confins du territoire Carnutes, que les druides, d'après César, tiennent une assemblée générale annuelle pour régler les différends entre tribus ; ce lieu a été situé à divers endroits, comme à Saint-Benoît-sur-Loire[7], une hypothèse sérieuse le placerait à Jouars-Pontchartrain[8].
- C'est aussi en pays carnute que César captura et mit à mort le mystérieux Gutuater. Mais il est ici difficile de faire la part entre la légende et l'histoire.

## La forêt des Carnutes dans la culture populaire

### Astérix
La forêt des Carnutes est présente dans plusieurs albums de la série de bande dessinée Astérix, ainsi que des œuvres dérivées :

#### Bandes dessinées
- Dès La Serpe d'or est évoquée cette forêt : le druide Panoramix brise sa serpe d'or au début de l'histoire. Or, il en a besoin pour aller à la réunion annuelle des druides qui s'y déroule.
- Dans Astérix et les Goths, le druide Panoramix se rend à cette réunion. Il y est capturé par des Goths, juste après avoir gagné le menhir d'or récompensant le meilleur druide de l'année.
- Dans Le Devin, Panoramix en fait mention car il en revient en fin d'album, déclarant avoir gagné une marmite d'or et avoir appris des choses très intéressantes sur l'avenir de la profession de druide.
- Dans Le Papyrus de César, Astérix et Obélix ont pour mission d'accompagner Panoramix vers la forêt des Carnutes, où le doyen des druides, Archéoptérix, gravera dans sa mémoire le document écrit par César sur la Guerre des Gaules, afin qu'il soit transmis de bouche à oreille.
- Un concours de chant, auquel participe le barde Assurancetourix, se déroule aussi dans cette forêt[9]. Cette histoire, intitulée Le Menhir d'or et parue en 1967 en format « livre-disque », sera adaptée en album le 21 octobre 2020[10].

#### Films
- La forêt apparaît également dans le film Astérix et Obélix contre César, où le druide Panoramix est de nouveau enlevé après avoir été élu, là encore, meilleur druide de l'année.
- Elle joue un rôle important dans Astérix : Le Secret de la potion magique. Panoramix y consulte d'autres druides pour l'aider à chercher un jeune druide, afin de lui transmettre la recette de la potion magique.

#### Jeux vidéo
- Dans Astérix et Obélix XXL 2 : Mission Las Vegum, Panoramix (qui est en fait le centurion Lary Craft déguisé) prévient d'autres druides lors d'une réunion d'urgence à la forêt des Carnutes que Jules César va bientôt parvenir à conquérir le village des irréductibles Gaulois. Peu après, des légionnaires romains sortent des buissons, suivis par l'empereur romain en personne et capturent les trois druides (Septantesix, Kerozen et Garmonparnas) tout en félicitant "Panoramix" de ce piège réussi.